# Flama eterna

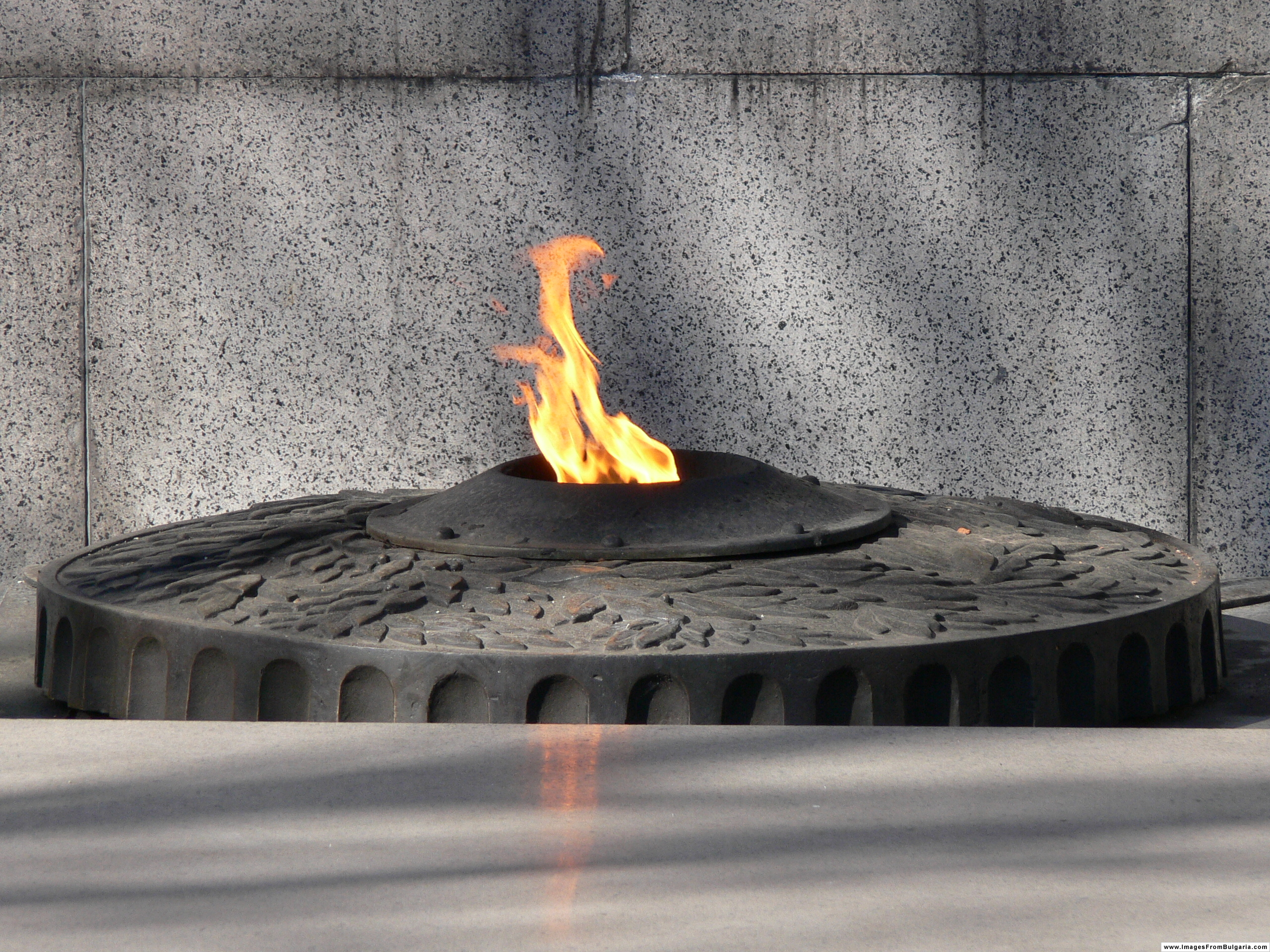
La flama eterna al monument del soldat desconegut a Sofia, Bulgària

Una flama eterna és un focus o una flama que crema constantment, alimentades permanentment, abans per l'afegit de combustibles per persones destinades a aquest servei, actualment per una alimentació més sovint amb gas natural.
Una flama eterna pot tenir un sentit religiós o simbolitzar la permanència d'un principi (exemples: la pau, Roma).
A l'època contemporània, una flama eterna perpetua sovint el record d'una persona o d'un esdeveniment d'importància nacional. El monument funerari de l'antic president americà John F. Kennedy, per exemple, compta amb una d'aquestes flames.

## Flames eternes
Algunes flames eternes que parlen en memòria de drames històrics:
- París, sota l'Arc de triomf de l'Étoile, La primera Flama del record dels temps moderns il·lumina la tomba del Soldat desconegut d'ençà 1923.
- Flama eterna sobre les tombes dels soldats desconeguts a Moscou i a altres ciutats de Rússia, per les víctimes de la guerra contra el feixisme.
- Yad Vashem a Jerusalem, per a l'holocaust.
- Tsitsernakapert a Erevan, per a les víctimes del genocidi armeni.
- Barcelona, al Fossar de les Moreres. Inaugurada el 2001, en record dels màrtirs del setge de 1714.